# Philatélie thématique

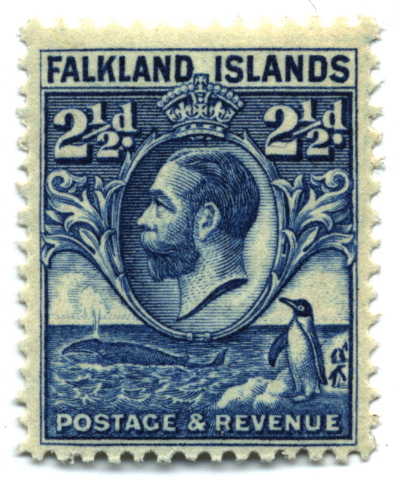
1929 timbres des îles Falkland, en rapport avec les thèmes : Territoires britanniques d'outre-mer sur timbres, George V du Royaume-Uni sur timbres, Mammifères des îles Falkland, Pingouins sur timbres, Mer sur timbres, Cétacés non identifiés, Baleines sur timbres

La philatélie thématique (baptisée à l’origine philatélie constructive) est l'une des trois façons principales de collectionner des timbres-poste et d'autres documents philatéliques et postaux. Elle consiste à rassembler ces derniers s'ils ont un rapport avec un thème particulier, puis à les organiser pour une présentation publique ou une conservation dans un but encyclopédique.

## Historique
Dans les années 1940, un groupe de religieux alsacien constate la difficulté de la collection générale par pays, à cause du nombre grandissant de pays et de timbres émis. Ils imaginent un nouveau mode de recherche et de classement des timbres, sur d'autres bases que celle du pays émetteur (collection par pays), et, à la place du timbre dans l’histoire postale de ce pays (philatélie spécialisée), ils proposent de s’intéresser à tel ou tel autre sujet des illustrations portées par les timbres, tels que les sujets religieux, sportifs, ou animaliers, etc.
En 1949, le chanoine alsacien Lucien Braun (né le 1er mars 1886) publie en allemand à Strasbourg Konstruktive Philatelie - Ein Beitrag zur philatelistischen Volkserziehung (en français : La Philatélie constructive). Une contribution à l’éducation philatélique populaire.
Deux ans plus tard, en 1951, a lieu le congrès fondateur de la Fédération internationale de philatélie constructive. En 1953, l’Association française de philatélie constructive est créée en France avant de devenir le 9 juin 1961 l’Association française de philatélie thématique (AFPT).
En conséquence du développement de la philatélie thématique, les administrations postales ont adapté leurs programmes philatéliques annuels pour y inclure des thèmes traditionnels (faune, flore, histoire, scoutisme, sport, aviation postale...), susceptibles de leur attirer la clientèle des collectionneurs thématistes. Certains pays, souvent pour élargir leurs sources de devises, émettent plus de timbres que ne nécessitent leurs besoins postaux afin de fournir les collectionneurs de timbres en thèmes recherchés. Parmi les thèmes qui font systématiquement l'objet d'émissions, même par des pays qui n'ont pas de lien direct : les Jeux olympiques, la coupe du monde de football, certains personnages célèbres (la princesse Diana a eu droit à des timbres en Asie centrale), etc. Les exemples les plus étonnants sont des séries sur les sports d'hiver émis par des pays tropicaux ou des représentations de la Vierge Marie sur des timbres d'un émirat des Émirats arabes unis.
Outre les Émirats arabes, de nombreux pays ont versé récemment dans les émissions thématiques.
Ce sont surtout des pays minuscules ou des pays à économie faible. La vente au marché philatélique de ces timbres, souvent par le biais d'agences privées, constitue des bénéfices pour ces pays en question. Parmi ceux-ci, on peut citer certaines îles ou archipels peu peuplés comme les Maldives, St-Vincent-et-Grenadines, ainsi que de nombreux pays africains.
De nos jours être un "Thématiste" demande du discernement et de la rigueur, par exemple une collection sur l'exploration polaire peut devenir très enrichissante du point de vue culturel, tant pour celui qui crée la collection, que pour le visiteur de l'exposition ou la collection trônera.
La prolifération des timbres mal à propos est finalement une aubaine, cela permet d'avoir le choix, le meilleur choix est le courrier ayant voyagé à la date de l'événement, le timbre le plus beau, ou le plus significatif de l'histoire que l'on souhaite raconter avec sa collection.
Les thèmes qui peuvent être exploités sont innombrables, l'imagination sur les timbres et courriers existants sont vos seules limites.
Quelques exemples : la voile, les volcans, les fusées, les parachutes, les radiotélescopes, le Concorde, etc.

## Pratiques
Le collectionneur thématique choisit un sujet selon ses goûts, les disponibilités des timbres ou ses objectifs scientifiques. Parmi les thèmes récurrents : une partie de la faune ou de la flore, les avions, un sport, un type d’événement sportif (Jeux olympiques, coupe du monde de football), un personnage célèbre, un métier, etc.
Il recueille alors les timbres et documents qui illustrent ce thème directement ou indirectement (un animal ou un objet à l’arrière-plan d’une scène). Il peut ou non leur ajouter d'autres documents philatéliques : oblitération, flamme postale, enveloppe, télégramme, carnet de timbres, connaissement ou entier postal illustrés, carte-maximum, etc.
Les timbres recueillis par les thématistes sont généralement les figurines postales relatives à leur centre d'intérêt. 
 
Ainsi pourra-t-on inclure dans le thème maritime les connaissements, ou dans le thème animalier, ceux de permis de chasse et de viandes, ou dans le thème cycliste, les timbres de vélocipèdes, etc. (cf. Timbre fiscal mobile). Ces documents ne peuvent cependant pas être utilisés en philatélie compétitive.
L'organisation d'une collection thématique a pour but un exposé philatélique et scientifique sur le thème choisi. Une collection sur le thème des roses peut proposer, par exemple, une étude des espèces de cette fleur dont les documents philatéliques sont l'illustration. Autre exemple, une guerre ou un règne est raconté à l'aide de timbres-poste sur des événements. Les magazines philatéliques utilisent régulièrement cette méthode pour certains articles.

## Sujets populaires
- Oiseau sur timbres
- Châteaux, exemple : Châteaux (timbre de Belgique)
- Bateaux et vieux gréements
- Célébrités et hommes politiques

## Matériel
Des éditeurs philatéliques publient des catalogues de timbres par thèmes : l'ensemble des timbres sur les papillons par exemple. Les timbres sont classés par pays et l'éditeur donne le numéro de classification dans les principaux catalogues nationaux. Un des principaux éditeurs spécialisés dans ce type de catalogues est Domfil.